# Samuel Jang Jae-on
Samuel Jang Jae-on is een Noord-Koreaans overheidsfunctionaris. Hij is al sinds 1989 voorzitter van het centraal comité van het in datzelfde jaar opgerichte Koreaanse Katholieke Vereniging. De Vereniging bestuurt en draagt zorg voor de in 1988 gebouwde Changchung Kathedraal.
Over zijn geboortedatum is niets bekend. In 1989 werd hij gekozen tot voorzitter van het centraal comité van de Koreaanse Katholieke Vereniging en vicevoorzitter van de Koreaanse Raad van Religies. Hij is thans sinds enige jaren voorzitter van dit orgaan. In 1991 werd hij vicepresident van de Vriendschapsvereniging Korea-Japan. Daarnaast is hij lid (sinds 1998 vicepresident) van de Pan-Koreaanse Alliantie voor de Vereniging van het Vaderland.
In 1996 werd hij president van de Organisatie van Katholieke Kerken in (Noord-)Korea.
Jang Jae-on is sinds 1998 voorzitter van het centraal comité van het Noord-Koreaanse Rode Kruis en onderhoudt als zodanig enige contacten met buitenlandse functionarissen.
Jang Jae-on was lid van de 10e en 11e Opperste Volksvergadering.
Hij verstuurde in 2005 namens de Koreaanse Katholieke Vereniging een condoleance aan het Vaticaan i.v.m. het overlijden van Paus Johannes Paulus II.